# Андрійчук Тарас Михайлович
Тарас Михайлович Андрійчук (нар. 15 лютого 1961, Феодосія) — художник-живописець, монументаліст, графік. Старший викладач Хмельницького національного університету.

## Біографія
У 1962 році разом з батьками переїхав до м. Хмельницького, де закінчив середню та дитячу художню школи.

### Освіта
1987 року він здобув професійну освіту в Одеському державному художньому училищі ім. М. Грекова. З 1987 року працює у Хмельницькому художньо-виробничому комбінаті оформлювачем, а згодом — у станковому та монументальному живописі.  Сьогодні він старший викладач Хмельницького національного університету.

## Творча діяльність
З 1990 по 1991 рік — художник у творчому турне по Камчатці. Його результатом стало створення ряду полотен, присвячених проблемі взаємовідносин людини з природою Далекого Сходу («Шлях на вулкан», «Міраж»). Автор прагне передати міць первозданної природи, її непорушність, вічність, у якій ніби розчиняється маленька фігурка людини біля вогнища.
Значну частину творів живописця займають роботи присвячені жінці. Це портрети сучасниць та історичні персонажі. Аби підкреслити позачасовість жіночої сутності, жіночої краси, художник використовує цитати, стилістичні прийоми давнього мистецтва («Катерина», «Надія», «Орлеанська діва»).
У таких картинах як «Стебелинка», «Привид свободи», «Лжепророки» набуває розвитку тема протистояння добра і зла, гармонії та хаосу, світла і темряви.
Для творчості Андрійчука характерна філософія, морально-етична проблематика. Використовує літ., міфол. ремінісценції, реалізм поєднує із символічністю, асоціативністю образів. Характерна риса худож. системи митця — семант. насиченість, багатоплановість деталей як знакових елементів образу.

### Художні виставки
Тарас Андрійчук виконав низку монументальних творів у закладах Хмельницького та області. Його роботи експонуються на всеукраїнських, обласних, регіональних та закордонних художніх виставках:
- 1987 — м. Сілістра (Болгарія);
- 1994 — Молодіжна виставка;
- 1995 — до 50-ліття Великої Перемоги у ВВВ;
- 1996 — «Чорнобиль — трагедія, подвиг» (м. Київ);
- 1997 — присвячена пам'яті Михайла Бойчука;
- 1997 — присвячена пам'яті Богдана Лепкого (м. Тернопіль).

### Режисерська діяльність
На деякий час Тарас із художника перетворився на режисера. Разом із Артуром Коноваловим та Сергієм Брижанем брав участь у створенні документального фільму про самобутній фольклорний подільський колектив «Ладовиці».
Тарас Андрійчук член Національної спілки художників України з 1999 року. Для його творчості, багатої на літературні та міфологічні образи, характерне звернення до складних філософських тем, що розкриваються через реалістичні форми, поєднані із символікою, асоціативністю деталей. У цьому художник продовжує традиції свого батька, відомого подільського митця, заслуженого художника України Михайла Андрійчука